# Цеканово (гміна Бельськ)
Цеканово (пол. Cekanowo) — село в Польщі, у гміні Бельськ Плоцького повіту Мазовецького воєводства.
Населення — 225 осіб (2011).
У 1975-1998 роках село належало до Плоцького воєводства.

## Демографія
Демографічна структура станом на 31 березня 2011 року:
|          | Загалом | Допрацездатний вік | Працездатний вік | Постпрацездатний вік |
| -------- | ------- | ------------------ | ---------------- | -------------------- |
| Чоловіки | 111     | 23                 | 75               | 13                   |
| Жінки    | 114     | 25                 | 69               | 20                   |
| Разом    | 225     | 48                 | 144              | 33                   |